# بالاد پارتیزانی
بالاد پارتیزانی (به روسی: Партизанская баллада)، نام یک نقاشی است که هنرمند بلاروسی مای دانتسیگ کشیده‌است. این اثر، زنی پارتیزان را به‌تصویر می‌کشد که در زمان جنگ جهانی دوم به مردِ پارتیزانِ رنجوری شیر می‌دهد. هر دو به تفنگ و نوار فشنگ مجهز هستند. دانسیگ یک نقاشی با همین نام از پیتر پل روبنس در موزه ارمیتاژ دید، و درون‌مایهٔ خیرخواهی رومی را از آن وام گرفت. بالاد پارتیزانی اشاره دارد به اشغال شوروی به‌دستِ آلمان در جبهه شرقی جنگ جهانی دوم؛ هنگامی‌که جمهوری شوروی بلاروس پناهگاه پارتیزان‌های شوروی شده بود.
بالاد پارتیزانی را یکبار از نمایشگاه کاخ هنر مینسک برداشتند، زیرا شورای محلی نمایشگاه شوروی آن را «زنای با محارم» دانسته بود. پس دانتسیگ نقاشی را در کارگاه خودش نگه داشت، و بعدها در خانه مرکزی هنرمندان در مسکو دوباره به‌نمایش گذاشت. سال ۲۰۱۵، بالاد پارتیزانی در نگارخانهٔ ساعتچی لندن نمایانده شد.